# Oregon Route 351
Az Oregon Route 351 (OR-351) egy oregoni állami országút, amely észak–déli irányban a Wallowa-tavi-ösvénytől a 82-es és 350-es utak joseph-i csomópontjáig halad.
A szakasz Joseph–Wallowa Lake Highway No. 351 néven is ismert.

## Leírás
A szakasz a Wallowa-tavi-ösvénynél, a Wallowa-tó keleti és nyugati ága között kezdődik. A helyi szállókat elhagyva a Wallowa-tó keleti partján haladva eléri Josephet, ahol a 82-es és 350-es utak csomópontjánál ér véget.